# Monroe Silver
Pour les articles homonymes, voir Silver.
Monroe Silver est un artiste de vaudeville juif américain, actif au début du XXe siècle. Son accent yiddish épais s'entendait sur des enregistrements sonores, dans des actes de vaudeville et de burlesque qui ont fait le tour du pays.
Il enregistrait avec Victor Records et faisait partie d'un groupe artistique en tournée durant les années 1920 qui ont « acquis une expérience considérable comme concertistes mais ils sont devenus encore plus célèbres grâce à leurs disques phonographiques »,.
Il raconte des monologues avec un caractère nommé « Cohen » le représentant avec  « un dialecte hébreu parfait qui obtient toujours un rire copieux ». En 1918, il enregistre Cohen Gets Married (« Cohen se marie ») et Cohen on His Honeymoon (« Cohen en lune de miel ») sur des disques Victor Black Label de 10 pouces à un coût de 85 cents;